# 錦織えみ
錦織 えみ（にしこり えみ、1993年1月9日 - ）は、日本のフィールドホッケー選手。

## 経歴
島根県出身。奥出雲町立三成小学校、奥出雲町立仁多中学校を経て、島根県立横田高等学校を卒業し、コカ・コーラボトラーズジャパンに所属する。
2016年リオデジャネイロオリンピックでホッケー女子日本代表に出場した。